# ХК Динамо Москва
УХК Динамо Москва је професионални хокејашки клуб из руске престонице Москве. Клуб је основан 1946. године, а 30. априла 2010. фузионисао се са подмосковским ХК МВД. Такмичи се у КХЛ лиги. Део је спортског друштва Динамо Москва.

## Историјат клуба
Хокејашки клуб Динамо, као део истоименог спортског друштва из руске престонице Москве је основан 1946. године. Динамо је власник прве титуле у лиги Совјетског Савеза у сезони 1946/47. Укупно су у лиги Совјетског Савеза]] освојили 4 титуле првака, а чак 16 пута су такмичење завршавали на другом месту. Освојили су и титуле првака Русије 1992, 1993, 1995, 2000. и 2005. године. Двоструки су прваци Шпенглеровог купа из 1983. и 2008. године.
Због финансијских проблема клуб је био принуђен да се фузионише са ХК МВД, а нови клуб Уједињени ХК Динамо Москва је остао наследник свих успеха Динама. Од 2008. клуб се такмичи у КХЛ лиги. Динамо је 2012. освојио КХЛ лигу победивши у финалу Авангард са 4:3.

## Успеси клуба
- Континентална хокејашка лига (1): 2012.
- Суперлига Русије (4): 1993, 1995, 2000. и 2005.
- Лига Совјетског Савеза (5): 1947, 1954, 1990, 1991 и 1992. (1992. као првак ЗНД-а)
- Шпенглеров куп (2): 1983. и 2008.
- Куп европских шампиона (1): 2006.
- Ахерна куп (2): 1975. и 1976.
- Куп Совјетског Савеза (3): 1953, 1972. и 1976.

## Састав тима
Састав тима закључно са 13. септембром 2011. године.
| Голмани |              |                      |                   |
| Број    | Националност | Име                  | Годиште           |
| 1       | Русија       | Александар Јероменко | 10. април 1980.   |
| 30      | Русија       | Алексеј Волков       | 15. март 1980.    |
| Одбрана |              |                      |                   |
| Број    | Националност | Име                  | Годиште           |
| 4       | Русија       | Александар Бојков    | 7. фебруар 1975.  |
| 7       | Русија       | Максим Великов       | 14. јануар 1982.  |
| 77      | Русија       | Иља Горохов          | 23. август 1977.  |
| 51      | Словачка     | Доминик Грањак       | 11. јун 1983.     |
| 14      | Чешка        | Филип Новак          | 7. мај 1982.      |
| 50      | Русија       | Максим Соловјев      | 20. фебруар 1979. |
| 80      | Русија       | Игор Шадилов         | 7. јун 1980.      |
| 50      | Финска       | Јане Јаласваара      | 15. април 1984.   |
| Напад   |              |                      |                   |
| Број    | Националност | Име                  | Годиште           |
| 12      | Русија       | Јуриј Бабенко        | 2. јануар 1978.   |
| 10      | Русија       | Константин Волков    | 7. фебруар 1985.  |
| 21      | Русија       | Константин Горовиков | 31. август 1977.  |
| 91      | Чешка        | Марек Квапил         | 5. јануар 1985.   |
| 13      | Русија       | Вјачеслав козлов     | 3. мај 1972.      |
| 19      | Русија       | Денис Кокарев        | 17. јун 1985.     |
| 87      | Русија       | Леонид Комаров       | 23. јануар 1987.  |
| 72      | Русија       | Сергеј Коњков        | 30. мај 1982.     |
| 32      | Русија       | Алексеј Кудашов      | 21. јул 1971.     |
| 54      | Русија       | Денис Мосаљов        | 28. фебруар 1986. |
| 24      | Русија       | Дмитриј Пестунов     | 22. јануар 1985.  |
| 6       | Русија       | Сергеј Соин          | 31. март 1982.    |
| 53      | Русија       | Денис Толпеко        | 29. јануар 1985.  |
| 27      | Русија       | Артјом Чернов        | 28. април 1982.   |
| 15      | Русија       | Григориј Шафигулин   | 13. јануар 1985.  |
| 16      | Словачка     | Јурај Колник         | 13. јануар 1980.  |